# سنورس
سنورس مركز تابع اداريًا لمحافظة الفيوم المصرية.

## التقسيم الإداري
يضم مركز سنورس (12) وحدة محلية ويتبعه (26) قرية ويوجد به (177) عزبة ونجع.
أسماء الوحدات المحلية:
- بيهمو
- جرفس
- سنهور القبلية
- ترسا
- نقاليفة
- مطرطارس
- جبلة
- فيديمين
- سنهور البحرية
- السعيدية
- منشاة طنطاوى
- منشأة بني عثمان

بيان بالوحدات المحلية التابعة لمركز سنورس:
| م  | الوحدة المحلية  | القرى التابعة                       |
| -- | --------------- | ----------------------------------- |
| 1  | مطرطارس         | مطرطارس - عزبة العبيد               |
| 2  | جبلة            | الاخصاص – دوار جبلة – جبلة          |
| 3  | منشاة بنى عتمان | منشاة بنى عتمان - عزبة أبو الشعر -  |
| 4  | منشاة طنطاوى    | منشاة طنطاوى – الشوبك - منشاة سنورس |
| 5  | جرفس            | الكعابى القديمة – منشاة عطيفة       |
| 6  | بيهمو           | بيهمو – الكعابى الجديدة             |
| 7  | ترسا            | ترسا – ابهيت – الزاوية الخضراء      |
| 8  | نقاليفة         | نقاليفة – التوفيقية                 |
| 9  | سنهور البحرية   | سنهور البحرية – وليدة               |
| 10 | سنهور القبلية   | سنهور القبلية – منشاة دكم           |
| 11 | فيديمين         | فيديمين – السيليين                  |
| 12 | السعيدية        | السعيدية – منشاة السادات            |
|    | مدينة سنورس     | 4 أحياء                             |

## بيانات عامة
يبلغ عدد سكان المركز (350.087) نسمة ويمثل الذكور بالمركز (183.384) نسمة أما عدد الإناث فيبلغ (166.702) سيدة.
-	عدد السيدات المعيلات (9784) سيدة بنسبة (5.87 %)
نسبة الأمية بالمركز خلال الفترة العمرية 14 – 45 سنة (39.1 %) وتبلغ نسبة الذكور منهم (29.7 %) والإناث (49.6 %).

## نتائج تقرير التنمية البشرية الخاصة بمركز سنورس

### الأمية والتعليم
أكبر نسبة التحاق بالتعليم على مستوى المراكز في مركز سنورس حيث تبلغ 90.2 %.
أكبر نسبة التحاق بالتعليم على مستوى القرى في قرية ترسا بمركز سنورس حيث تبلغ 69.1%.

### مستوى الدخل
أقل مستوى للدخل في قرية منشاة «عطيفة» حيث يبلغ متوسط الدخل 2391.8 دولار سنويا.

### البطالة
أكبر معدل للبطالة على مستوى المراكز في مركز سنورس ويبلغ 11.6 % من إجمالي قوة العمل.
أكبر معدل للبطالة على مستوى القرى بقرية منشاة عطيفة حيث يبلغ 27.6 % من إجمالي قوة العمل.
أكبر عدد للعاطلين على مستوى المراكز في مركز سنورس ويبلغ عددهم 11.043 ألف عاطل.
أكبر عدد للعاطلين على مستوى القرى في قرية فيديمين بسنورس ويبلغ عددهم 1400 عاطل.

## المشروعات

### المنفذةقرى مركز سنورس
| م  | القرية          | المشروع |
| -- | --------------- | --- |
| 1  | مطرطارس         | بناء حوائط ساندة من الدبش على مصرف الخزان بتكلفة 139.099 جم - سند جوانب على طريق العدوة / مطرطارس بمكعب 3280 وتكلفة قدرها 137.730 جم - حوائط ساندة على بحر سرسنا العمومى بعزبة الغول بمكعب 495 وتكلفة قدرها 18.790 جم - سند جوانب ترع داخل عزبة جبلة والعزب المحيطة بها بمكعب 334 وتكلفة قدرها 13.925 جم - توصيل مياه الشرب داخل قرية مطرطارس بطول 468.8 م بقطر 4ً وتكلفة قدرها 14.766 جم - توصيل مياه الشرب لتدعيم عزب مطرطارس بطول 2.178 كم بقطر 4ً وتكلفة قدرها 70.046 جم - وحدة خلع ملابس بمركز شباب سنورس وتكلفة قدرها 37.016 جم - تغطية مسقة الضمان بعزبة الغول بمواسير خرسانية بطول 100 م وتنفيذ غرف تفتيش بكلفة 52.490 جم - إنشاء حائط ساند لمصرف خور المسك بتكلفة قدرها 29.757 جم - مد شبكات مياه الشرب إلى عزبة عبد الله بتكلفة قدرها 19.794 جم - مد شبكات مياه الشرب إلى عزبة الجندي وداخ مطرطارس بتكلفة قدرها 92.820 جم - مستوصف طبى بتكلفة قدرها 95.000 جم - مشروعات إقراض متناهى |
| 2  | الأخصاص         | حوائط ساندة على بحر المعصرة بمكعب 340 بتكلفة قدرها 18.083 جم مشروعات إقراض متناهى |
| 3  | جرفس            | سند جوانب بقرية منشاة عطيفة والكعابى القديمة بمكعب 603 وتكلفة قدرها 23.953 جم مشروعات إقراض متناهى |
| 4  | نقاليفة         | رصف طريق نقاليفة بيهمو بطول 500 م بتكلفة 161.885 جم - استكمال رصف طريق نقاليفة بيهمو بطول 1.7 كم بتكلفة 256.583 جم - حوائط ساندة من الخرسانة العادية داخل فرم على ترعة البوصة بنقاليفة بتكلفة 57.006 جم - تغطية بحر نقاليفة بطول 100 م وقطر 1.5 مم بتكلفة 89.469 جم - رصف طريق نقاليفة – ترسا بطول 1.5 كم مع حفر مصارف جانبية للطريق وعمل طبانات أتربة على جانبي الطريق وتوريد وبناء حوائط ساندة لبعض أجزاء الطريق وتركيب مواسير خرسانية كعدايات للطريق بتكلفة 191.331 جم - مشروع تنمية الأسرة والمساهمة في خفض معدل النمو السكانى بتكلفة 206.000 جم - مشروعات إقراض متناهى |
| 5  | منشاة بنى عتمان | * حوائط ساندة من الدبش على مصرف موازى لطريق الشوبك بتكلفة 37.699 جم - سند جوانب على البحر الواطى بمنشاة بنى عتمان بتكلفة 108.877 جم - إنشاء حوائط ساندة على طريق الشوبك – سنورس بمكعب 3417 بتكلفة 135.332 جم - سند جوانب بمداخل عزب على بحر الرفيع بمكعب 420 بتكلفة 19.038 جم - بناء حوائط من الدبش على طريق منشاة بنى عتمان بتكلفة 71.346 جم - حوائط ساندة على مصرف تنهلة ويسار بحر وهبى بمكعب 1919 بتكلفة 92.003 جم - حوائط ساندة من الدبش على الطريق المؤدى لبنى عتمان بمكعب 464 بتكلفة 17.379 جم - سند جوانب الترع بمداخل العزب بقرية بنى عتمان بمكعب 1099 بتكلفة 47.708 جم - رصف طريق منشاة بنى عتمان بطول 1.7 كم بتكلفة 181.952 جم - رصف الطريق المؤدى إلى بنى عتمان – الشوبك – سنورس بطول 4.8 كم بتكلفة 468.035 جم - تكاسى على الطريق المؤدى لمنشاة بنى عتمان بطول 1 كم بتكلفة 75.529 جم - مشروعات إقراض متناهى                                                                       |
| 6  | منشاة طنطاوى    | استكمال رصف طريق الرفيع بطول 2 كم بتكلفة 392.855 جم توصيل خطوط مياه الشرب لعزبة إبراهيم سليم بطول 2400 م قطر 110 مم بتكلفة 42.199 جم مشروعات إقراض متناهي |
| 7  | ترسا            | تغطية بحر داخل قرية ترسا قطر 1.5 م بطول 150 م بتكلفة 254.518 جم توريد وتركيب مواسير بلاستيك بطول 1.4 كم قطر 225 مم و300 م بقطر 160 مم وطول 1 كم قطر 110 مم بتكلفة 138.566 جم مشروع تنمية الأسرة والمساهمة في خفض معدل النمو السكانى بتكلفة قدرها 520.000 جم مشروع محو الأمية في قرى ومواقع محافظة الفيوم بتكلفة 78.000 جم مشروعات إقراض متناهي |
| 8  | سنهور           | توريد وتركيب مواسير بلاستيك بطول 2.9 كم قطر 160 مم و700 م قطر 110 مم بتكلفة 119.740 جم تغطية مصرف وذلك بتوريد وتركيب مواسير خرسانة مسلحة مع تنفيذ 3 غرف تفتيش بتكلفة 208.380 جم مشروع تنمية الأسرة والمساهمة في خفض معدل النمو السكانى بتكلفة 313.000 جم مشروع محو الأمية في قرى ومواقع محافظة الفيوم بتكلفة 78.000 جم مشروعات إقراض متناهي |
| 9  | جبلة            | إنشاء حائط ساند على طريق مدخل قرية جبلة بتكلفة 59.514 جم - الأعمال المدنية لمحطة رفع بتكلفة 582.143 جم - توريدات شبكة انحدار (مواسير للشبكة) بتكلفة 82.050 جم - نقل وتركيب شبكة الانحدار ولوازمها بتكلفة 463.560 جم - توريدات وتركيب خط طرد بتكلفة 970.588 جم مشروعات إقراض متناهى |
| 10 | بيهمو           | تطوير مشغل فتيات بتكلفة 33.133 جم تحسين الوضع الصحى والبيئي ورعاية الطفل بقرية بيهمو بتكلفة 119.000 جم مشروعات إقراض متناهى |
| 11 | الكعابى الجديدة | مشروع محو الأمية في قرى ومواقع محافظة الفيوم بتكلفة 78.000 جم مشروعات إقراض متناهى |
| 12 | فيديمين         | مشروع آفاق جديدة في الإقراض المتناهى الصغر بتمويل 1.500.000 جم |
| 13 | السيليين        | رصف طريق فديمين عزبة الغابى مشروعات إقراض متناهى |
| 14 | التوفيقية       | مشروع تنمية الأسرة والمساهمة في خفض معدل النمو السكانى بتكلفة 163.000 جم مشروعات إقراض متناهى |

### رابعاً: المشروعات التي تحت التنفيذ والمشروعات المقترح تنفيذها بمركز سنورس
| القرية          | المشروعات التي تحت التنفيذ | المشروعات المقترح تنفيذها                                                            |
| --------------- | --- | ------------------------------------------------------------------------------------ |
| منشاة طنطاوى    | مد شبكات مياه الشرب إلى عزب منشاة طنطاوى بقطر 8ً وبطول 6 كم بتكلفة 235.000 جم                                                    | رصف طريق مصرف البصير – منشاة طنطاوى                                                  |
| منشاة بنى عتمان | * مد شبكات مياه الشرب إلى عزب منشاة بنى عتمان بقطر 4" وبطول 5 كم بتكلفة 235.000 جم - إنشاء وحدة صحية بتكلفة 750.000 جم          | ""محطة المياة المسؤلة عن تغذية المياة في منشاة بني عتمان توجد بها مشاكل              |
| بيهمو           | | الأعمال المدنية لمحطات الرفع خطوط طرد شبكة انحدار بتكلفة إجمالية للمحطة 5.200.000 جم |
| سنهور           | | رصف طريق سنهور – ترسا – سنورس بتكلفة 2.400.000 جم                                    |
| مدينة سنورس     | تغطية مجارى مائية داخل الكتلة السكنية بطول 300 م وإنشاء محطة ترحيل وسيطة للمخلفات الصلبة وتبلغ مساهمة الصندوق فيها 1.400.000 جم |                                                                                      |
| فيديمين         | | مشروع إقراض متناهى بتمويل مقترح قدره 1.500.000 جم                                    |
| ترسا            | | مشروع إقراض متناهى بتمويل مقترح قدره 1.500.000 جم                                    |

### خامسا: القروض المنصرفة في مركز سنورس من خلال الصندوق الاجتماعى
المشروعات الصغيرة	مشروعات الإقراض المتناهى
عدد المشروعات 	قيمة التمويل	فرص العمل	عدد المشروعات 	قيمة التمويل	فرص العمل
1.296	21.282.457	2.666	2.825	2.211.811	3.390

### سادساً: الجمعيات التي تعامل معها الصندوق بمركز سنورس
| م  | الجمعية                                | المشروع                                                                                       | قيمة التمويل                          |
| -- | -------------------------------------- | --------------------------------------------------------------------------------------------- | ------------------------------------- |
| 1  | تنمية المجتمع بترسا                    | تنمية الأسرة والمساهمة في خفض معدل النمو السكاني - مشروع محو الأمية بقرى ومواقع محافظة الفيوم | 520.000 78.000                        |
| 2  | تنمية المجتمع بنقاليفة                 | تنمية الأسرة والمساهمة في خفض معدل النمو السكاني                                              | 206.000                               |
| 3  | تنمية المجتمع بالتوفيقية               | تنمية الأسرة والمساهمة في خفض معدل النمو السكاني                                              | 163.000                               |
| 5  | تنمية المجتمع بسنهور القبلية           | تنمية الأسرة والمساهمة في خفض معدل النمو السكاني - مشروع محو الأمية بقرى ومواقع محافظة الفيوم | 313.000 78.000                        |
| 6  | تنمية المجتمع بفيديمين                 | مشروع آفاق جديدة في الإقراض المتناهى الصغر                                                    | 1.500.000                             |
| 7  | تنمية المجتمع ببيهمو                   | * تطوير مشغل فتيات - تحسين الوضع الصحي والبيئي ورعاية الطفل                                   | 31.133 119.000                        |
| 8  | تتنمية المجتمع مطرطارس                 | * تطوير مشغل - مستوصف طبى                                                                     | 121000 95000                          |
| 9  | تنمية المجتمع بالكعابى الجيدة          | مشروع محو الأمية بقرى ومواقع محافظة الفيوم                                                    | 78.000                                |
| 10 | فرع جمعية تنمية الأسرة والمجتمع المحلى | (إقراض متناهى)                                                                                | مشروع ميكروستارت                      |
| 11 | فرع جمعية تنمية المشروعات الصغيرة      | إقراض متناهى                                                                                  | * مشروع ميكروستارت - مشروع آفاق جديدة |

### سابعاً: الاحتياجات التنموية المستقبلية لمركز سنورس
| القرية        | القطاع     | اسم المشروع |
| ------------- | ---------- | --- |
| ترسا          | قطاع الطرق | رصف الطريق الدائرى بمطرطارس |
| مطرطارس       |            | تمهيد وتوسيع وتعلية ورصف طريق الغول – عاشور – الجندي عبد الله باشا رصف طريق أبو كليب - مطرطارس |
| نقاليفة       |            | رصف طريق أبهيت – الزاوية الخضراء بطول 6 كم إعادة رصف طريق الفيوم – حرفوش – نقاليفة بطول 5 كم رصف مدخل عزبة سمعان صيدناوى بطول 1 كم استكمال رصف طريق عزبة حسن أغا بالتوفيقية بطول 1 كم وايضا سرعه رصف طريق عزبه حسن اغا مع عزبه الدالي |
| بيهمو         |            | رصف طريق الكعابى الجديدة – مطرطارس بطول 2 كم تمهيد وتوسيع ورصف طريق عزبة محمود طنطاوى – سعودي – بيهمو رصف مدخل طريق الغريب – السواقي تمهيد وتوسيع طريق الآثار – بيهمو تمهيد وتوسيع ورصف مدخل عزبة قاسم زيدان وعزبة محمد عبد العزيز وعزبة وردة |
| فيديمين       |            | رصف طريق عزبة الطوبجى رصف طريق الحلفاية وعزبة العواق بالسليين رصف طريق فيديمين حتى مفارق سنرو ربط طريق قرية سنهور القبلية بتوابع فيديمين |
| سنهور البحرية |            | رصف طريق وليدة – عبود بطول 1.5 كم رصف طريق وليدة – عزبة عبد القوى شعبان بطول 3 كم رصف طريق مدخل سنهور البحرية - العسيلى بطول 1 كم رصف طريق سنهور البحرية – راحيل بطول 2 كم رصف طريق مدخل وليدة مع بحر الربع الكبير بطول 1 كم رصف مدخل عزبة السيد – راحيل بطول 0.5 كم رصف مدخل عزبة جمعه محمود – عزبة عبد الرحمن بطول 3 كم رصف مدخل عزبة صادق الراهب بطول 3 كم رصف مدخل عزبة أباظة القبلية بطول 1 كم رصف مدخل قرية الفنانين التشكيليين بطول 0.5 كم رصف مدخل عزبة على عطية بطول0.4 كم |
| جبلة          |            | رصف طريق جبلة – عزبة الغابة بطول 3 كم رصف وتمهيد طريق جبلة – الأخصاص حتى منشاة عطيفة بطول 5 كم رصف طريق جبلة – عزبة محمد عويس (المقطع) بطول 3 كم |

القرية القطاع	اسم المشروع
	قطاع الشباب
بيهمو		بناء سور حول ملعب مركز شباب الكعابى الجديدة
جبلة		إنشاء مقر مركز شباب بقرية الأخصاص
ترسا		إحلال وتجديد مركز شباب الزاوية الخضراء
القرية القطاع	اسم المروع
بيهمو	الرى والصرف	استكمال تكاسى على بحر بيهمو العمومى داخل الكتلة السكنية بطول 2 كم
		تكاسى على جانبى بحر الكعابى الجديدة عند الغريب
		تكسية وتغطية مجارى مائية داخل الكتلة السكنية بالكعابى الجديدة
		تغطية بحر الكافور بمدخل الكعابى الجديدة بمواسير خرسانية مسلحة بطول 200 م
		تغطية ترع داخل الكتلة السكنية بقرية الغريب
جبلة		تغطية خليج وسط البلد بدوار جبلة
		تكاسى على مجارى مائية بقرية محمد عويس
		تكاسى بالدبش على مصرف المصاطب داخل الكتلة السكنية بقرية جبلة
إنشاء كوبرى على مدخل جبلة الغربي أسفل طريق دار السلام
السعيدية		تبطين وتغطية مصارف داخل الكتلة السكنية
منشاة بنى عتمان		تغطية مصارف ومجارى مائية بدائرة الوحدة بطول 2 كم
		إنشاء حوائط خرسانية على مصرف تنهلا عزبة الحجارة وأبو شناف
سنهور القبلية		تغطية مجارى مائية بدائرة الوحدة بطول 1 كم
مطرطارس		تغطية وتبطين مسقة بحر ساس داخل الكتلة السكنية
		استكمال تبطين وتغطية مصرف خور المسك بمطرطارس
		إنشاء حوائظ ساندة على بحر مطرطارس الغربي أمام مركز الشباب
		تكاسى على بحر سرسنا – عزبة الغول وعزبة عاشور
ترسا		تغطية البجارى المائية داخل الكتلة السكنية
فيديمين		تكاسى على بحر فيديمين من الجانبين
		يناء حوائط ساندة وتغطية ترع ومصارف بدائرة الوحدة
القرية القطاع	اسم المشروع
مطرطارس	مياه الشرب والصرف الصحى	إحلال وتجديد خطوط مياه الشرب قطر 4 ً بطول 2 كم
منشاة بنى عتمان		إحلال وتجديد خطوط مياه الشرب قطر 4 ً بطول 3 كم
جبلة		إحلال وتجديد خط مياه الشرب الواصل من جبلة إلى الغابة بطول 3 كم
		إحلال وتجديد خط مياه الشرب بجبلة – الاخصاص بطول 3 كم
سنهور القبلية		استكمال خط الصرف الصحى للمناطق المحرومة
ترسا 		مشروع صرف صحى في الزاوية الخضراء وأبهيت الحجر
جرفس		إحلال وتجديد شبكات مياه الشرب بقرية جرفس
القرية القطاع	اسم المشروع
	قطاع الصحة
ترسا		تطوير الوحدة الصحية بقرية ترسا إلى مستشفى قروي
		إنشاء وحدة صحية بقرية الزاوية الخضراء
جرفس		تطوير الوحدة الصحية بجرفس إلى مستشفى قروي
جبلة		تطوير الوحدة الصحية بقرية جبلة ا إلى مستشفى قروى
		إنشاء وحدة صحية بقرية الأخصاص
م. بنى عتمان		تطوير الوحدة الصحية بمنشاة بنى عتمان
التكلفة الاستثمارية المتوقعة مليار جنيه.

## الحياة السياسية
حيث أنه في عام 2005 أثناء الانتخابات التشريعيه لمجلس الشعب فاز مرشخ الاخوان (أحمدي قاسم محمد) ب صوت 19200
مقابل 7000 صوت لمرشح الحزب الوطني، حيث تم ارجاء الانتخابات لجولة الإعادة وفي يوم الإعادة قامت قوات الأمن باقتحام المدينة واعتقال المئات من أهل البلد والمارة في الشوارع واغلاق لجان الانتخابات والقاء القنابل المسيله للدموع وإطلاق رصاص مطاطي على المواطنيين
وفي المساء تم استبعاد 60 صندوق من صناديق إحدى اللجان وتم فرز الباقي الذي اسفر عن فوز مرشخ الحزب الوطني بفارق 200 صوت فقط
إلا ان هذا العضو توفى بعدها بأقل من عاميين، وتمت إجراء انتخابات صورية فاز بها أخو العضو المتوفى